# Gregorius VI van Constantinopel

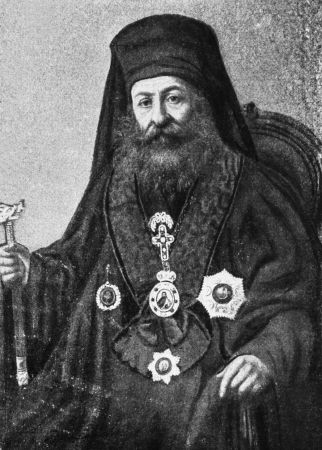
Gregorius VI van Constantinopel

Gregorius VI (Grieks: Γρηγόριος Στ) (Istanboel, 1 maart 1798 - Arnavutköy, 8 juni 1881) was patriarch van Constantinopel van 9 oktober 1835 tot 3 maart 1840 en van 22 februari 1867 tot 22 juni 1871.

## Biografie
Hij werd op 1 maart 1798 geboren als Georgios Fourtouniadis (Grieks: Γεώργιος Φουρτουνιάδης) in het dorp Fanaraki (nu bekend als Rumelifeneri) aan de Bosporus. In 1815 werd hij gewijd tot deken van de Metropolis Durusu (Derkos/Δέρκος), en nam de naam Gregorius aan. Op 24 september 1824 werd hij benoemd tot aartsdeken van het  Oecumenisch patriarchaat van Constantinopel door Chrysanthus I van Constantinopel. In 1825 werd hij benoemd tot vicaris-generaal (protosyncellus in de orthodoxe kerk) en op 21 oktober dat jaar tot metropoliet van Pelagonia (het huidige Bitola). In augustus 1833 werd hij metropoliet van Serres. Na veel discussie en beschuldigingen over en weer en met steun van vertegenwoordigers van de gilden werd hij op 26 september 1835 gekozen tot oecumenisch patriarch. 
Naar de mening van zijn tijdgenoot, de historicus Manouil Gedeon, werd de nieuwe patriarch gekarakteriseerd door een grote ijver voor de kerk en een sobere leefwijze, maar ook door een ernstig gebrek aan flexibiliteit in zijn opvattingen. Gregorius VI publiceerde kerkelijke richtlijnen betreffende huwelijken (koppelen, bruidsschat), de opleiding van monniken en dogmatische verschillen met de Rooms-Katholieke Kerk en de protestanten. Hij verbood het begraven worden in een kerk en veroordeelde de vertaling van de Bijbel in eenvoudiger Grieks. Op 19 december 1839 publiceerde hij een nieuwsbrief tegen Theofilus Kairis en diens leer.
De toegenomen activiteit van protestanten, onder andere zendelingen, in het oostelijk deel rond de Middellandse Zee na de napoleontische oorlogen was hem een doorn in het oog. Hij probeerde uit alle macht zijn gelovigen hiervan te isoleren, zowel in het Ottomaanse Rijk, het koninkrijk Griekenland en de Verenigde Staten van de Ionische Eilanden. Dit wekte rond en na 1835 het ongenoegen op van de regeringen in deze regio. In 1839 kwamen de spanningen tot een hoogtepunt toen de patriarch een verklaring uitgaf gericht tegen veranderingen in het familierecht die door de Britse autoriteiten op de Ionische eilanden waren doorgevoerd. De Britse ambassadeur, John Ponsonby, vroeg botweg om de verwijdering van Gregorius en dreigde Istanboel te verlaten. Onder deze dwang willigde de Ottomaanse minister van Buitenlandse Zaken, Mustafa Reşid Pasha, deze eis in. Wel stond hij erop dat het ontslag werd uitgesteld tot zijn regering eerst een onderzoek had ingesteld naar het vermeende wangedrag van Gregorius VI.
Deze werd uiteindelijk op 20 februari 1840 door sultan Abdülmecit uit zijn ambt gezet, waarna hij zich terugtrok in zijn huis in Arnavutköy. Hij werd 27 jaar later op 22 februari 1867 opnieuw verkozen tot patriarch, na het terugtreden van Sofronius III van Constantinopel, en bleef dat tot 10 juni 1871. Hij overleed op 8 juni 1881 en werd begraven in de voorhof van de Kerk van Asomati in Arnavutköy.